# Cmentarz żydowski w Kościanie
Cmentarz żydowski w Kościanie – kirkut mieścił się przy dzisiejszych ulicach Piaskowej i 2 Października. Zajmował powierzchnię 0,4 ha. Nekropolia ogrodzona była kiedyś murem z czerwonej cegły. W czasie okupacji została zdewastowana przez nazistów. Do dziś zachował się dom przedpogrzebowy i fragment ogrodzenia nekropolii.